# Xã Green, Quận Saunders, Nebraska
Xã Green (tiếng Anh: Green Township) là một xã thuộc quận Saunders, tiểu bang Nebraska, Hoa Kỳ. Năm 2010, dân số của xã này là 261 người.